# Peter Schulthess (Informatiker)
Peter U. Schulthess (* 1945 in Zürich) ist ein Schweizer Informatiker und Hochschullehrer.

## Leben und Wirken
Peter U. Schulthess wuchs in Zürich auf und bestand dort die Matura. Er studierte anschliessend an der Abteilung für Elektrotechnik der ETH Zürich und schloss als Dipl. El. Ing. ETH 1969 ab. Danach trat er ins neu gegründete Forschungszentrum der Firma Brown, Boveri & Cie in Baden-Dättwil ein und arbeitete zusammen mit Peter J. Wild auf dem Gebiet der Flüssigkristallanzeigen. Es folgte ein Studienjahr am Georgia Institute of Technology in Atlanta. Nach der Rückkehr in die Schweiz setzte er sein Studium an der Universität Zürich und der ETH Zürich fort und wurde bei Niklaus Wirth und Kurt Bauknecht mit der Arbeit Ein Pascal-System basierend auf einer interpretierten Deskriptorarchitektur 1978 promoviert. Anschliessend arbeitete Schulthess noch vier Jahre als Postdoc an der ETH Zürich weiter, bis er 1983 an die Universität Augsburg wechselte. Dort hatte er einen Lehrstuhl für Informatik inne und betreute Doktoranden. Die Berufung an die Universität Ulm erfolgte 1989. Dort wurde er Professor für Verteilte Systeme in der Fakultät für Ingenieurwissenschaften, Informatik und Psychologie.
Die Arbeitsgebiete von Schulthess umfassten Algorithmen, Rechner-Betriebssysteme, mathematische Modellrechnungen und Simulationen und Internet-basierte Dienste.
Er hielt Vorlesungen über Technische Informatik, Systemprogrammierung, Betriebssysteme und Rechnernetze.
Zu seinen Leistungen zählen die Entwicklung der Software für Collaborate Browsing (CoBrow) als neuen Internetdienst und das durch sein Team entwickelte ShopAware-System zur Verwaltung von statischen und dynamischen Benutzerinformationen, ein sogenanntes Virtual Presence System (VPS) beim virtuellen Einkaufsbummel.
Schulthess wurde 2011 emeritiert. 
Er ist verheiratet und hat zwei erwachsene Kinder.

## Veröffentlichungen (Auswahl)
- Peter Schulthess + Computer. scholar.google.com, abgerufen am 14. Juni 2022.
- Peter Schulthess. researchgate.net, abgerufen am 12. Juni 2022
- Peter Schulthess. IEEE Publications 1999 to 2011. ieeexplore.ieee.org (englisch), abgerufen am 12. Juni 2022